# Centrale solaire photovoltaïque de Toul-Rosières
La centrale solaire photovoltaïque de Toul-Rosières  ou parc solaire de la BA 136 est une centrale solaire photovoltaïque française d'une puissance de 115 MWc, mise en service en 2012 par EDF Énergies Nouvelles, à Rosières-en-Haye près de Toul / Nancy en Meurthe-et-Moselle dans le Grand Est. Avec ses 1,4 million de panneaux photovoltaïques sur 367 hectares, elle est à sa mise en service, la plus grande centrale solaire photovoltaïque d'Europe (centrales photovoltaïques en France, centrales photovoltaïques dans le monde).

## Historique
À partir de 2011, EDF Énergies Nouvelles fait construire progressivement cette centrale solaire photovoltaïque par tranches de 12 MWc, pour 430 M€, sur l'ancienne base aérienne 136 Toul-Rosières (1952-2004) de l'armée de l'air française, à Rosières-en-Haye / communauté de communes du Bassin de Pont-à-Mousson, près de Toul/Nancy.

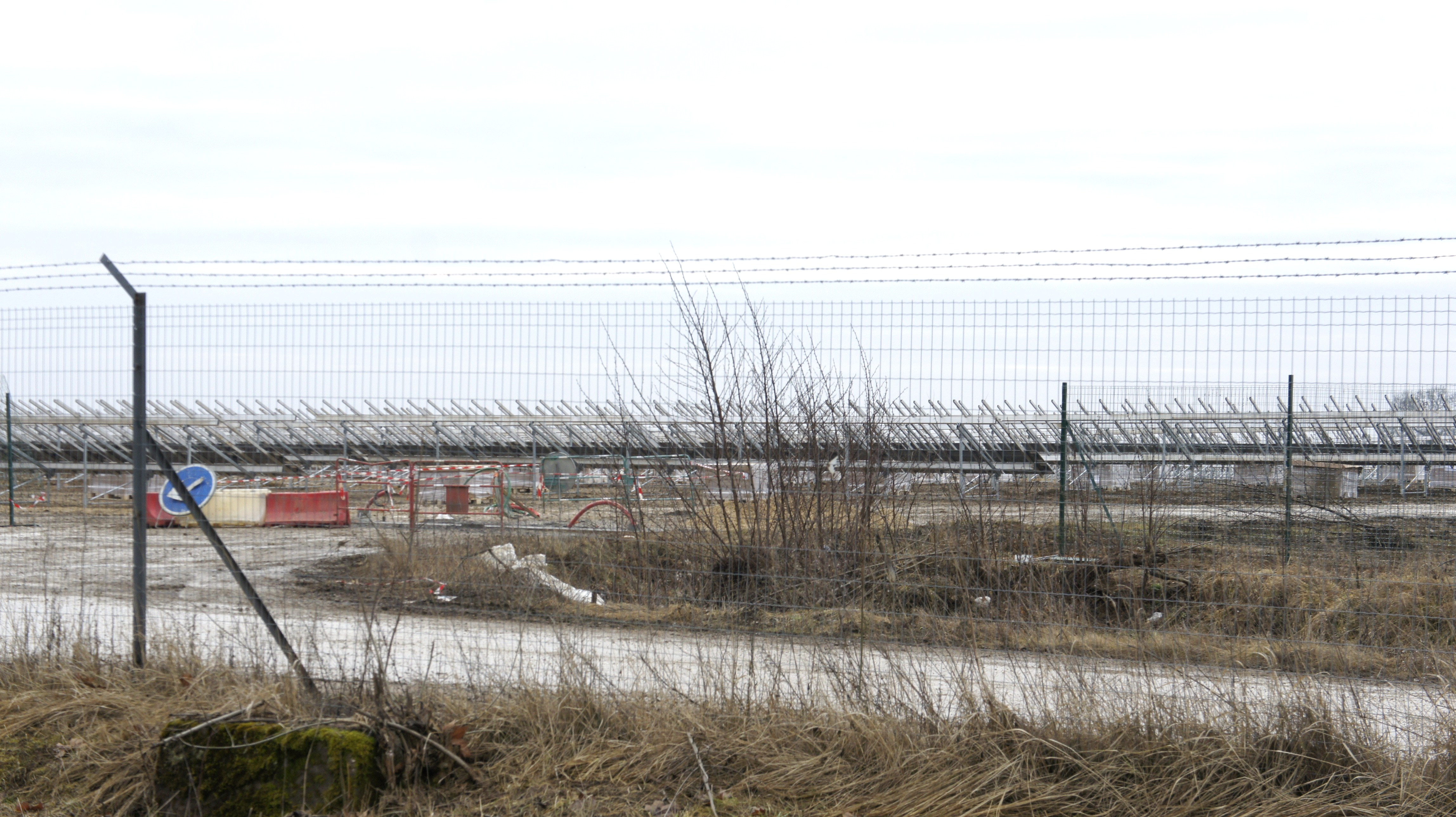
En travaux en 2013,
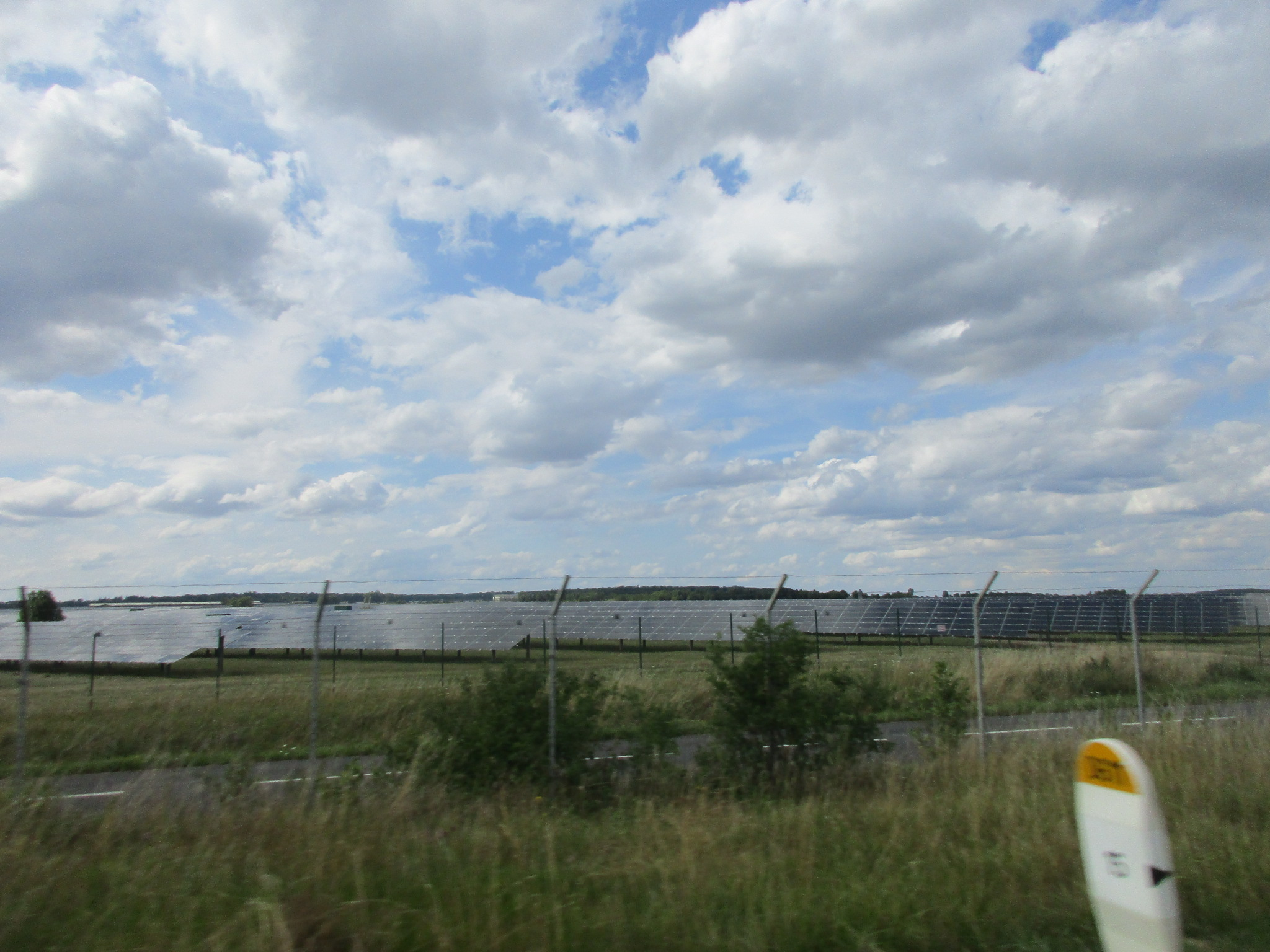
en 2017.
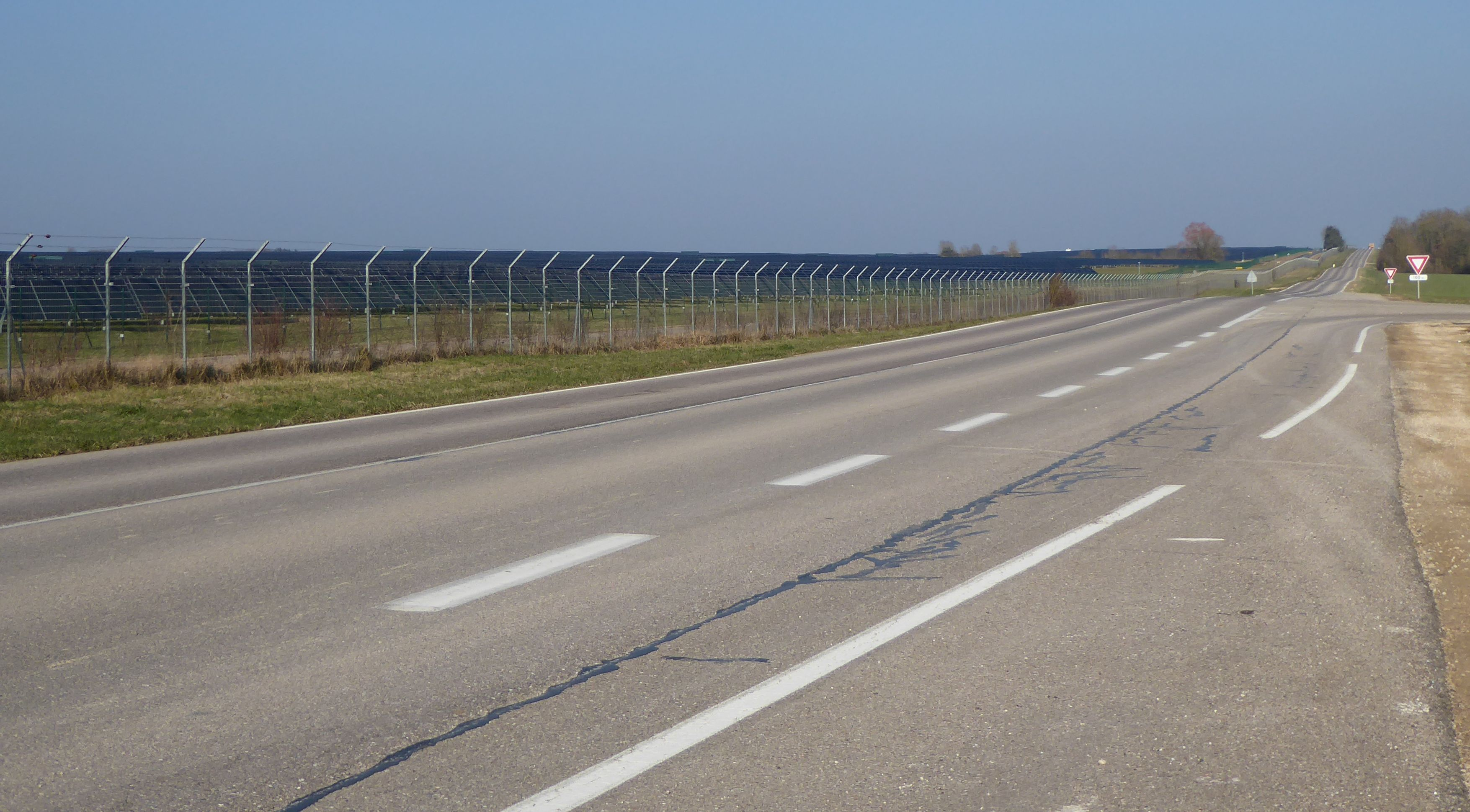
en 2018.
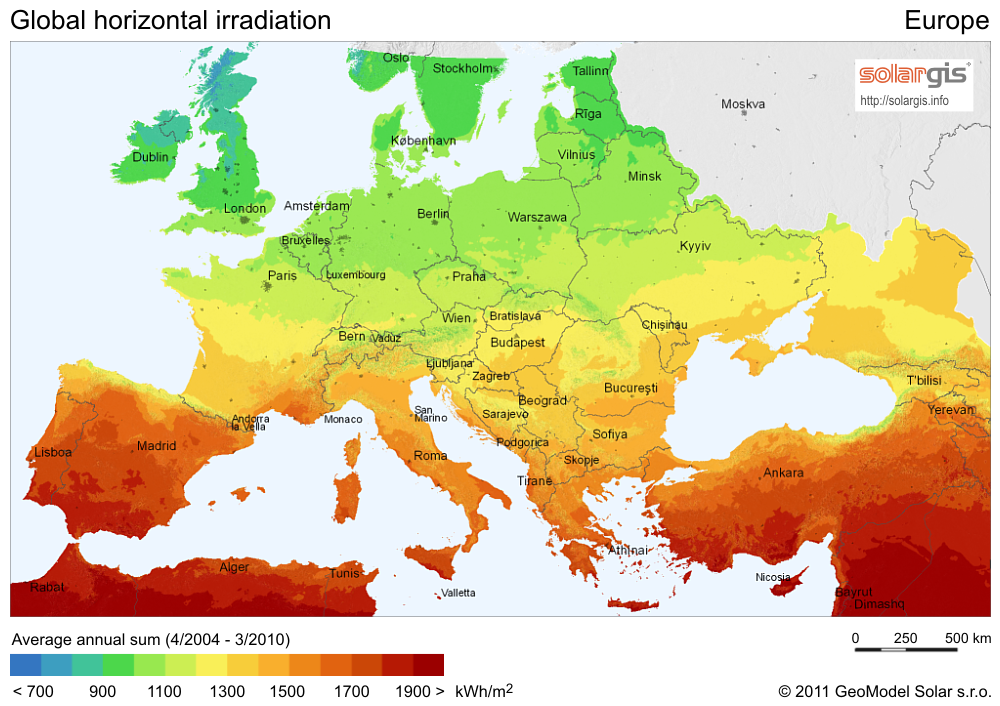
Irradiation solaire de la lumière du jour en Europe.

Elle est mise en service progressivement de mai à novembre 2012, avec environ 1,4 million de panneaux photovoltaïques de 120 × 60 cm, représentant environ 120 ha de surface, pour une emprise au sol de 367 ha sur les 522 ha de l'ancienne base aérienne.
La Maison de l'Énergie Solaire Photovoltaïque du site (en forme de géode en acier Corten rouge) expose au public l’histoire de l'ancienne base aérienne 136 Toul-Rosières (1952-2004) de l'armée de l'air française, et de sa reconversion en centrale solaire photovoltaïque.

## Technologie
Les modules solaires photovoltaïques du fabricant américain First Solar sont conçus sur la base d'une technologie de dernière génération à couche mince, à base de tellurure de cadmium (CdTe), alternative aux modules traditionnels à base de silicium, le plus approprié au taux d'irradiation solaire de la lumière du jour de la région.

## Chiffres-clés
- Production annuelle équivalente à la consommation énergétique annuelle d'environ 55 000 habitants (chauffage compris)[8].
- Densité surfacique de puissance moyenne[9] : ~4,3 W·m-2 (prévision).
- Économie de CO2 : ~4 600 t/an[8].
- Investissement : 430 M€[10].
- Durée d'exploitation : supérieure à 20 ans[7].
- Coût de production du kWh de 0,037 4 €, pour une revente au consommateur à 0,12 €[11].

## Propriétaires
- 2011 : EDF Énergies Nouvelles, 115 MWc.
- 2012 :
  - le Fonds Marguerite (fonds d'actions luxembourgeois / fonds européen 2020 pour l'énergie, le changement climatique et les infrastructures) a acquis trois tranches de 36 MW du parc solaire[12],[13] ;
  - Sonnedix (producteur d'électricité privé indépendant) a acquis deux tranches de 24 MW[14].